# Reinhold Berens
Reinhold Berens (* 12. Januar 1745 in Riga; † 28. Oktober 1823 ebenda) war ein deutsch-baltischer Arzt und Schriftsteller.
Nach Schulbesuch in Riga und Studien in Berlin und Göttingen, wo er mit einer botanischen Dissertation 1770 promoviert wurde, wirkte der Sohn einer der um 1800 einflussreichsten Familien in Riga als Arzt unter anderem in Omsk und Moskau (1780–1784). In Moskau war er der Mitbegründer der ersten Zuckersiederei. Ab 1784 lebte er als Arzt in seiner Heimatstadt Riga. Er verfügte über bedeutende botanische und mineralogische Sammlungen.
Sein literarisches Hauptwerk war die Familiengeschichte Geschichte der Berens in Riga, die auch umfangreiche Mitteilungen über sein eigenes Leben enthält.